# Mario Romancini
Mario Romancini (Telêmaco Borba, 15 december 1987) is een Braziliaans autocoureur.

## Carrière
Romancini reed in 2006 in het Braziliaanse Formule Renault kampioenschap en een jaar later in de Zuid-Amerikaanse Formule 3. In 2008 verhuisde hij naar Europa en ging hij rijden in de Formule Renault 3.5 Series. Hij sloot het jaar af met drie punten op negenentwintigste plaats in de eindstand.
In 2009 ging hij naar Noord-Amerika en ging hij rijden in de Indy Lights. Hij sloot het seizoen af met overwinningen op de Milwaukee Mile en de Homestead-Miami Speedway en eindigde het kampioenschap op de zesde plaats. In 2010 reed hij twaalf races in de IndyCar Series voor Conquest Racing.